# Mariano Torres
Mariano Néstor Torres (sinh ngày 19 tháng 5 năm 1987) là một cầu thủ bóng đá người Argentina hiện tại thi đấu cho Deportivo Saprissa ở Costa Rica.
Vào ngày 8 tháng 9 năm 2009 Sport Club Corinthians Paulista ký hợp đồng với tiền vệ người Argentina này. Trước đó anh từng thi đấu cho Boca Juniors, LASK Linz và Godoy Cruz.